# Inulanthera dregeana
Inulanthera dregeana là một loài thực vật có hoa trong họ Cúc. Loài này được (DC.) Källersjö mô tả khoa học đầu tiên năm 1986.